# Bistar
Bistar (izvirno srbsko Бистар; bolgarsko Бистър) je naselje v Srbiji, ki upravno spada pod Občino Bosilegrad; slednja pa je del Pčinjskega upravnega okraja.

## Demografija
V naselju živi 141 polnoletnih prebivalcev, pri čemer je njihova povprečna starost 40,9 let (40,6 pri moških in 41,2 pri ženskah). Naselje ima 64 gospodinjstev, pri čemer je povprečno število članov na gospodinjstvo 2,72.
To naselje je v glavnem bolgarsko (glede na popis iz leta 2002), a v času zadnjih treh popisov je opazno zmanjšanje števila prebivalcev.
|  |

| Demografija | Demografija     | Demografija     |
| Leto        | Št. prebivalcev | Št. prebivalcev |
| ----------- | --------------- | --------------- |
|             |                 |                 |
|             |                 |                 |
|             |                 |                 |
|             |                 |                 |
| 1948        | 432             |                 |
| 1953        | 461             |                 |
| 1961        | 417             |                 |
| 1971        | 375             |                 |
| 1981        | 333             |                 |
| 1991        | 226             | 226             |
| 2002        | 178             | 174             |
|             |                 |                 |

| Etnična sestava po popisu iz leta 2002 | Etnična sestava po popisu iz leta 2002 | Etnična sestava po popisu iz leta 2002 | Etnična sestava po popisu iz leta 2002 | Etnična sestava po popisu iz leta 2002 |
| -------------------------------------- | -------------------------------------- | -------------------------------------- | -------------------------------------- | -------------------------------------- |
| Bolgari                                | Bolgari                                |                                        | 123                                    | 70,68%                                 |
| Srbi                                   | Srbi                                   |                                        | 33                                     | 18,96%                                 |
| Neznano                                | Neznano                                |                                        | 0                                      | 0,0%                                   |